# Aia
Aia település Spanyolországban, Gipuzkoa tartományban. Aia Aizarnazabal, Asteasu, Errezil, Orio, Usurbil, Zarautz, Zestoa, Zizurkil és Getaria községekkel határos. Lakosainak száma 2141 fő (2024).

## Népesség
A település lakosságának változását az alábbi diagram mutatja:
| Lakosok száma | 1650 | 1707 | 1773 | 1958 | 2002 | 2039 | 2046 | 2054 | 2056 | 2141 |
|               | 2001 | 2004 | 2006 | 2009 | 2011 | 2014 | 2016 | 2019 | 2021 | 2024 |